# El Castellot (Sitges)
El Castellot és una muntanya de 237 metres que es troba al municipi de Sitges, a la comarca del Garraf.